# 김병심
김병심(金柄心, 1973년~)은 대한민국의 시인이다.

## 생애
1973년 제주특별자치도에서 출생하여 신성여자고등학교를 졸업, 제주대학교 국문학과 석사과정을 수료하였다. 1997년 《자유문학》 공모전에서 시 〈발해를 꿈꾸며〉로 시 부문 신인상을 수상하며 작품 활동을 시작하였다. 이후 출간한 저서로는 시집 《더이상 처녀는 없다》, 《울내에게》, 《바람곶, 고향》, 《신, 탐라순력도》, 《근친주의, 나비학파》, 《울기 좋은 방》, 《몬스터 싸롱》, 《사랑은 피고지는 일이라 생각했다》, 산문집 《돌아와요 당신이니까》,《비바람이 치던 바다 잔잔해져 오면》과 동화집 《바다별, 이어도》, 《배또롱 공주》,《돌하르방》,《터진목》,소설집《제주 비바리》등이 있다.
2019년 3월 31일, 제주 4·3 사건의 진실, 평화와 인권, 화해와 상생을 주제로 작품을 공모한 제7회 제주4.3평화문학상에서 '눈 살 때의 일'이 시 부문 당선작으로 선정되어 수상하였다. 2019년 말에는 제주문화예술재단의 창작지원금을 받아 동화집 《돌하르방》을 출간하였다.